# East Pacific Center
East Pacific Center — комплекс хмарочосів у місті Шеньчжень, КНР. Термін будівництва – 2008-2013.

## Вежа A
Вежа A - найвища будівля в комплексі, її висота складає 306 метрів. Будівництво вежі розпочалося у 2008, закінчено у 2013. У хмарочосі розміщені виключно квартири та апартаменти. Станом на 2015 є 76-м за висотою будинком в Азії та 99-м за висотою у світі.

## Вежа B
Вежа B - друга будівля в комплексі, її висота складає 261 метр. Будівництво розпочалося у 2008 і завершено у 2013. Так само, як і в вежі A, в будівлі будуть розташовані квартири та апартаменти.

## Вежа C
Вежа C - третя за висотою будівля в комплексі, її висота становить 206 метрів. Його будівництво почалося в 2007 і завершилося в 2010. У вежі розташовані офіси.

## Вежа D
Вежа D — четверта будівля в комплексі за висотою, її висота складає 155 м. Будівництво почалося в 2007 і завершилося в 2010. У будівлі розташовані офіси.

## Галерея

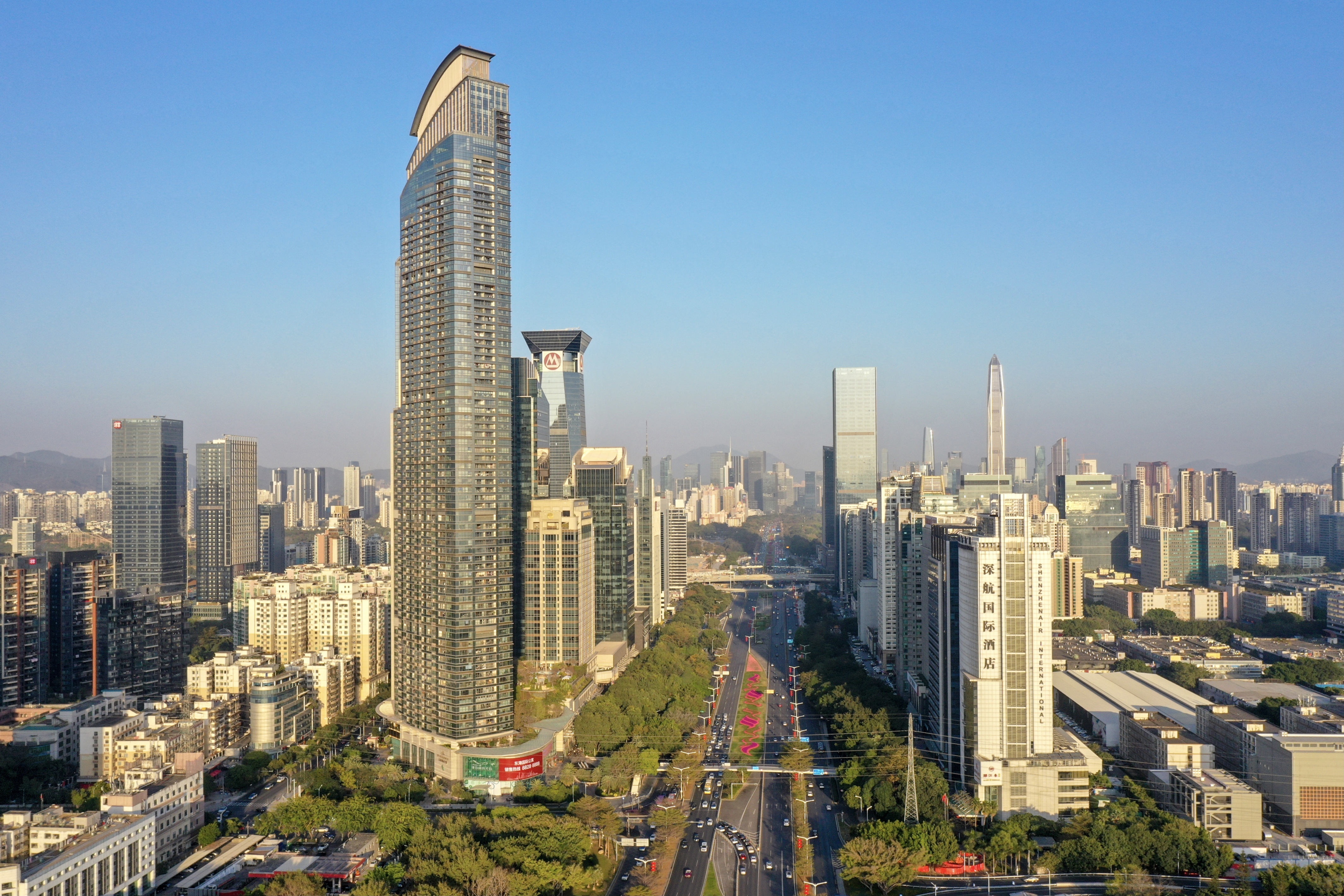
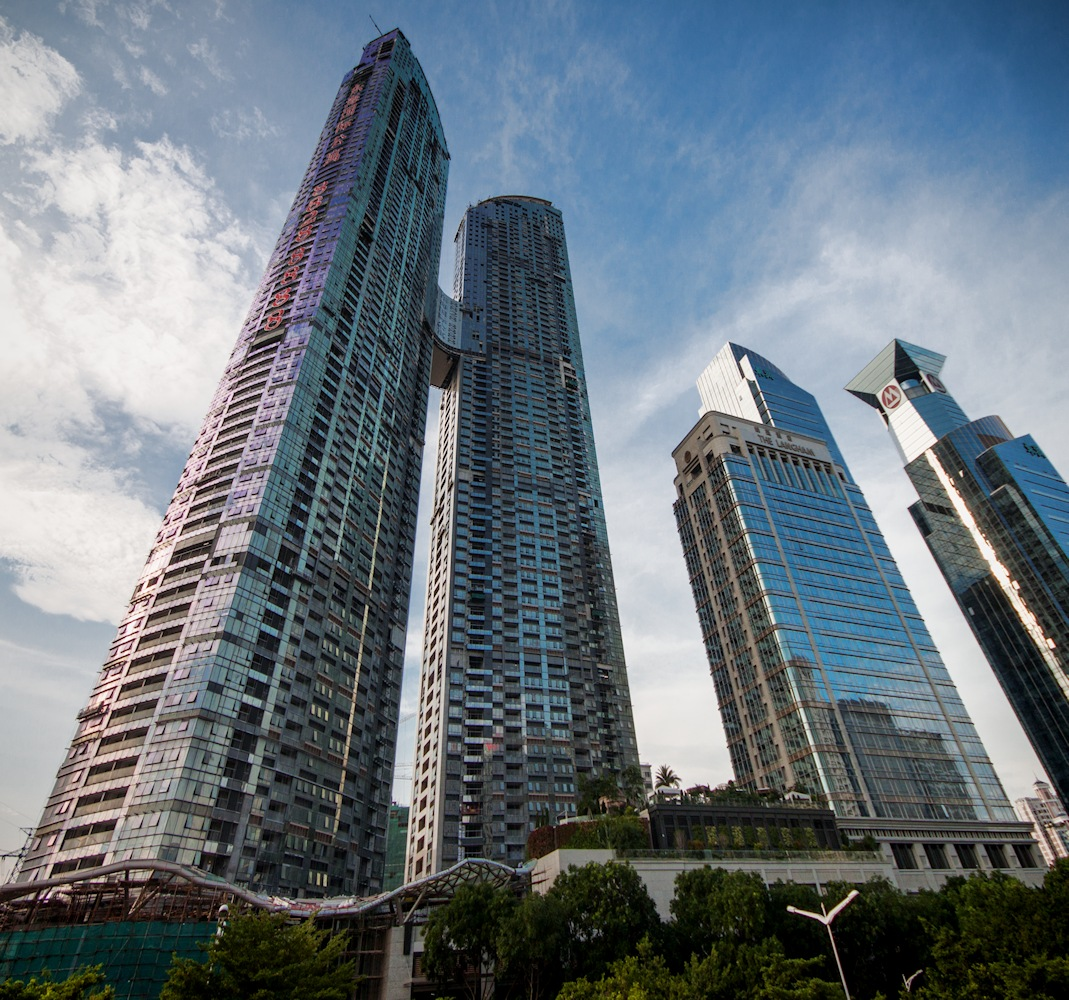
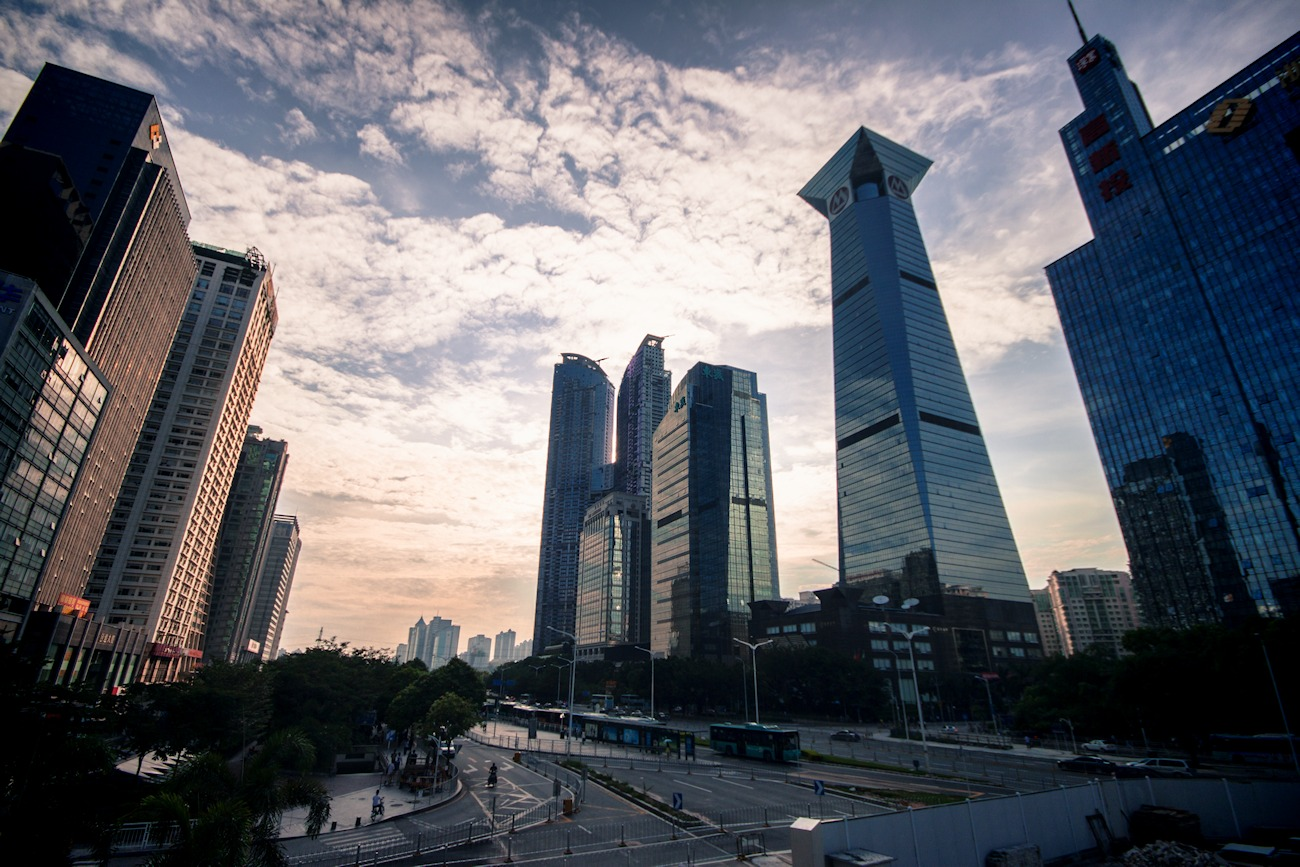